# 徐文华 (正德进士)
徐文華（1480年—1537年），字用先，號東巖，四川嘉定州（今四川省樂山市）人。明朝政治人物。正德戊辰進士。嘉靖初官至大理寺少卿，因李福達案遣戍。

## 生平
徐文華治《詩經》，由州學增廣生中式四川鄉試第三十七名舉人，年二十九歲中式正德三年（1508年）戊辰科會試第二十一名，第三甲第四十三名進士。授大理評事，五年三月擢拔山西道監察御史，六年巡按貴州，曾与巡撫魏英平定苗亂。與程啟充、彭汝實、安磐同為嘉定人，時稱嘉定四諫。又改雲南道御史，十一年十月因进谏武宗而下詔獄，废黜為民。
明世宗即位起用，正德十六年六月起任陕西按察副使。嘉靖二年（1523年）二月调任河南提学副使，閏四月入為大理寺右少卿，三年八月轉左少卿。大禮議事件爆發，反對世宗立場，次年七月再次倡導廷臣伏闕哭諫，停俸四月。嘉靖六年（1527年），李福達案起，而下獄，后貶戍遼陽，十五年闰十二月被赦免回籍为民，死於歸途。隆慶初年，贈左僉都御史。

## 家族
曾祖徐朝顯。祖父徐远。父徐大寿。母饶氏。具庆下，行二，兄文会、弟文治。

## 延伸阅读
[在维基数据编辑]
 《明史卷一百九十一》，出自《明史》